# Mercedes-Benz CapaCity
De Mercedes-Benz CapaCity is een gelede lagevloerbus die vanaf 2006 door EvoBus geproduceerd wordt. Dit bustype is speciaal ontwikkeld als stadsbus voor gebruik op lijnen met een hoge passagierscapaciteit. De naam verwijst ook naar het gebruik: Capacity Citybus oftewel de Engelse woorden voor capaciteit en stadsbus.
Zoals te zien is aan de typeaanduiding, is de CapaCity een menging van de Mercedes-Benz Citaro G en L. Ook het ontwerp heeft, net zoals de Mercedes-Benz Conecto, veel gelijkenissen met de Mercedes-Benz Citaro. Echter wordt ook deze bus door Evobus als een apart product gezien.
In december 2014 werd een verlengde versie van de CapaCity geïntroduceerd, met een lengte van 21 meter en een capaciteit van 191 passagiers. De eerste bus van dit type werd in dienst gesteld in Hamburg.

## Ontwerp
Er zijn twee verschillende ontwerpen beschikbaar. Het standaardontwerp, dat voor alle stads- en streekbussen van Mercedes-Benz geldt, en de strakkere Metrodesign (BRT-ontwerp).

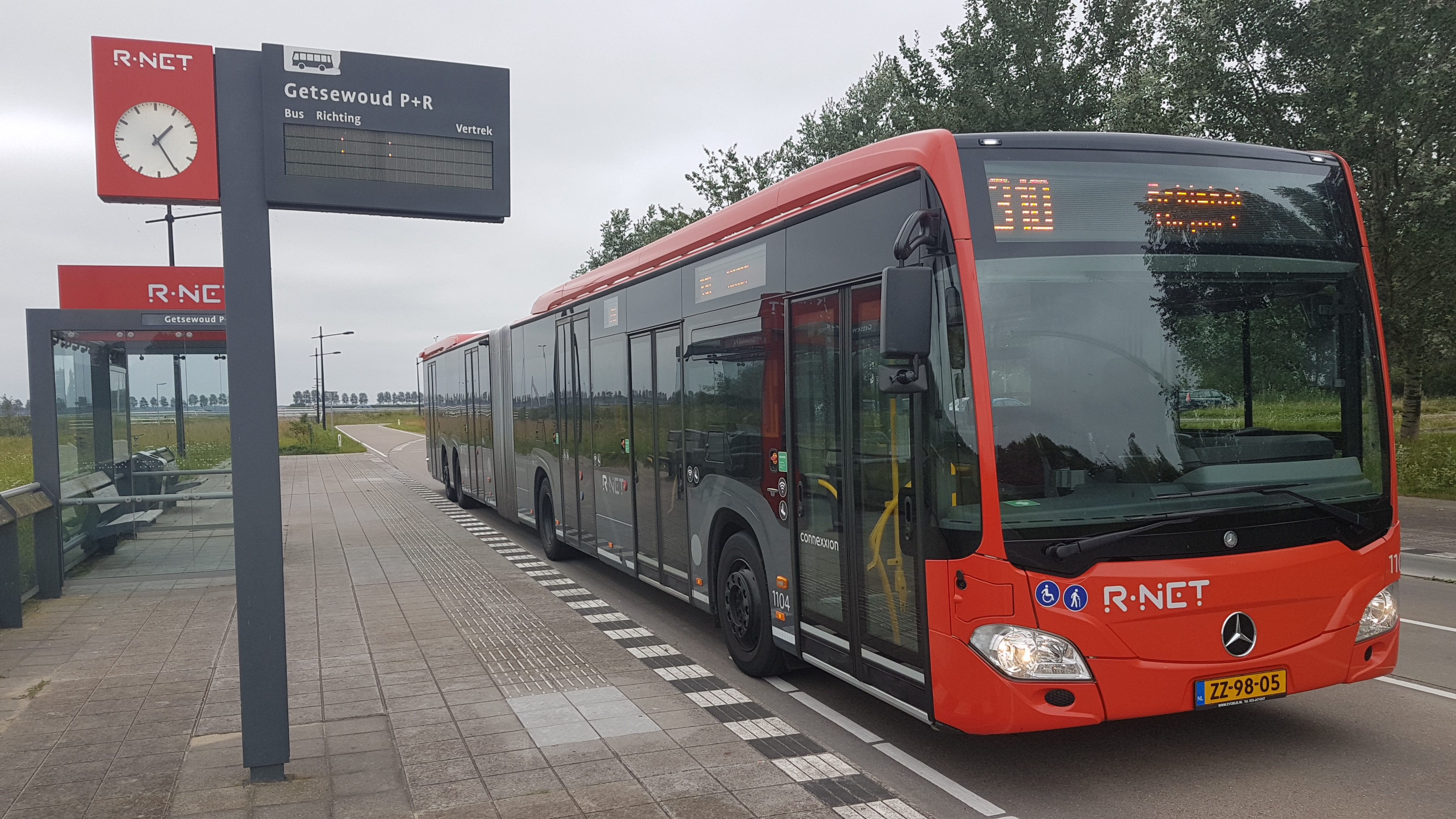
Capacity L standaardmodel 2017 21 meter (proef-bus)  Connexxion.
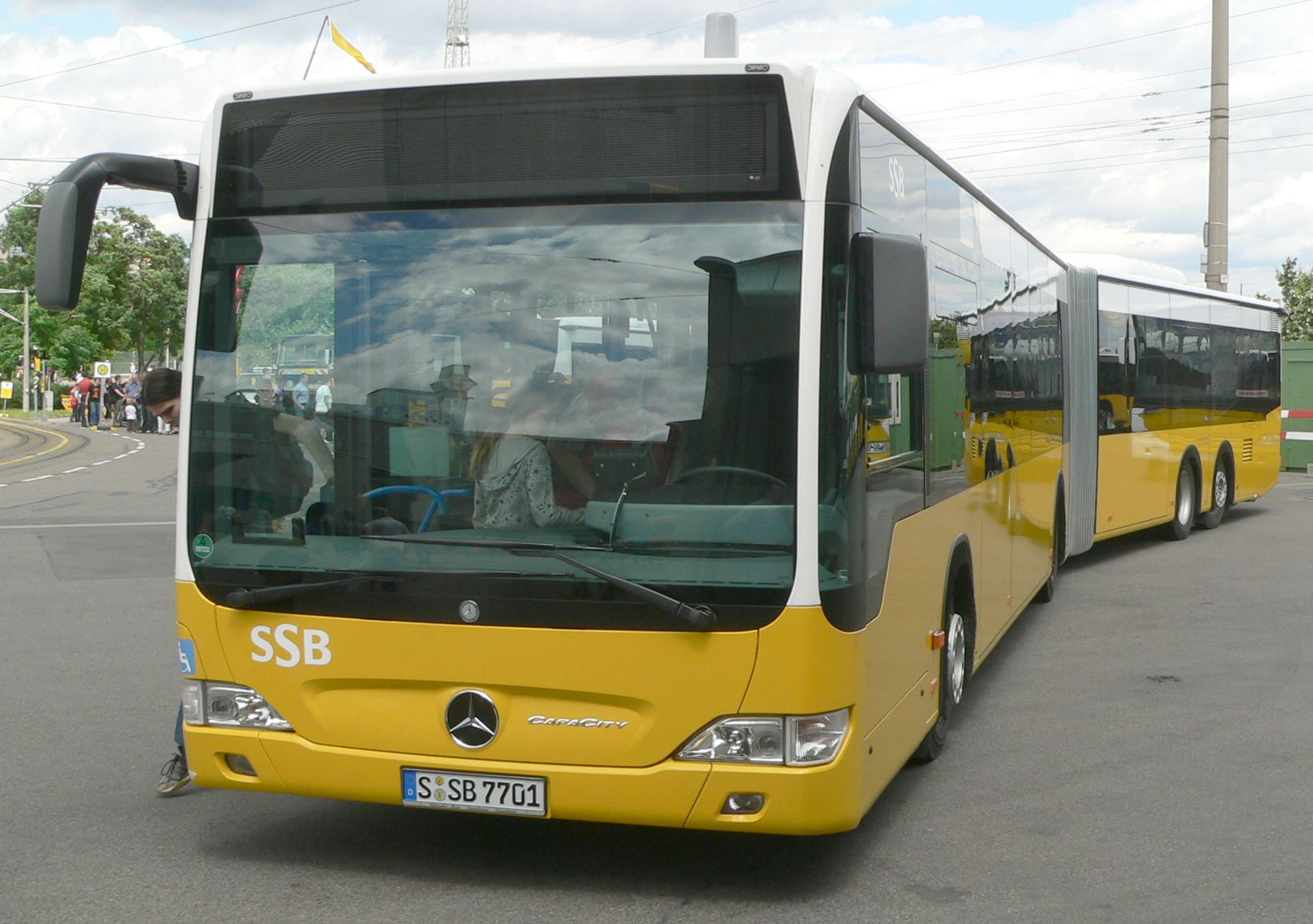
CapaCity volgens standaardontwerp
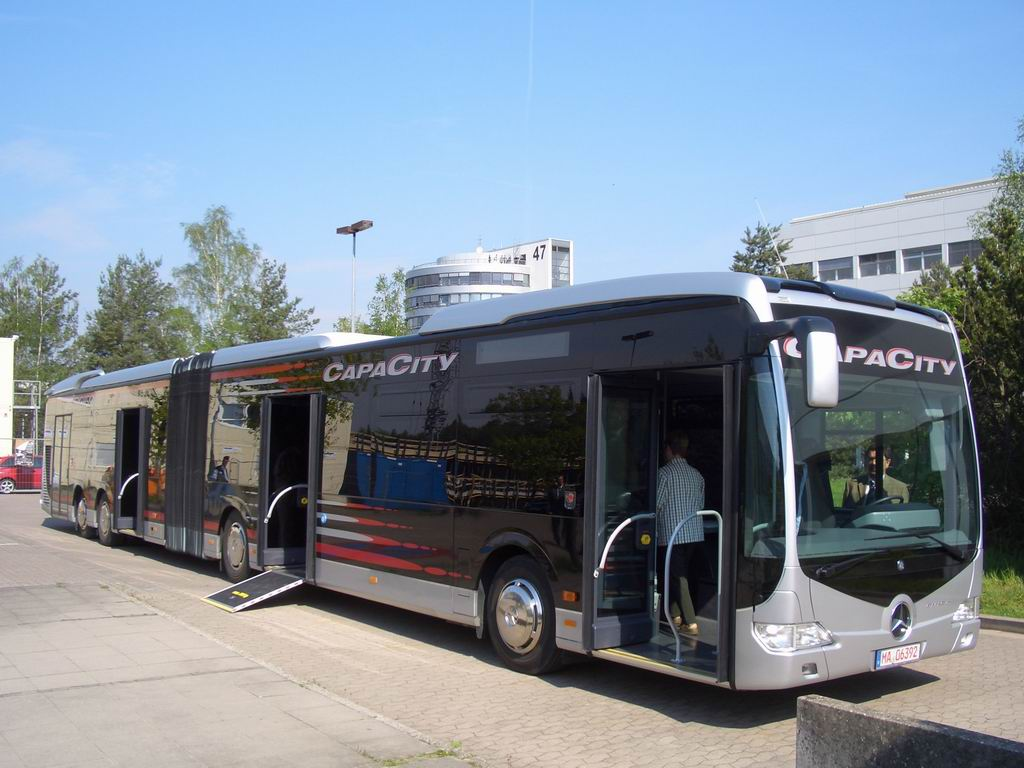
CapaCity volgens Metrodesign

## Inzet
De meeste bussen in een gebied rijden rond in Turkije, er rijden 250 exemplaren rond in Istanbul voor gebruik op het stedelijke HOV-netwerk. Daarnaast komen er ook nog een aantal exemplaren voor in Duitsland. In Nederland heeft één exemplaar op 16 oktober 2006 rondgereden bij Arriva als proef op de P+R diensten in de stad Groningen. Op 28 mei 2013 werd bekendgemaakt dat Qbuzz voor enkele HOV-lijnen in de stad Groningen, genaamd Q-link, negen bussen zou kopen.
Het vernieuwde model van de CapaCity L heeft daarna medio 2016 proefgereden bij Connexxion op de voormalige Zuidtangent lijn 310. De inzet van deze bus werd gekenmerkt door vele storingen aan voornamelijk de deuren en de aansturing van de diverse componenten van de bus. De proef is op 30 augustus 2016 beëindigd waarna de bus van de vervoerder Connexxion naar de vervoerder Syntus is toegegaan. Klachten van passagiers hadden voornamelijk betrekking op het zitcomfort van de bus en het beperkt aantal zitplaatsen in het voertuig. De klachten van de chauffeurs hadden voornamelijk betrekking op de onbetrouwbaarheid van het voertuig; continue storingen aan de instapdeuren; uitval van camera's en het uitsturen van het voertuig waardoor deze tegen de verhoogde haltes aan kwam.
| Bedrijf             | Aantal    | Series    | Inzet                                               | Opmerking | Afbeelding |
| Duitsland           | Duitsland | Duitsland | Duitsland                                           | Duitsland | Duitsland  |
| ------------------- | --------- | --------- | --------------------------------------------------- | --- | ---------- |
| ASEAG               | 1         | 295       | Stadsdienst Aachen                                  | |            |
| ASEAG               | 6         | 323-328   | Stadsdienst Aachen                                  | |            |
| HEAG mobilo GmbH    | 5         | 285-...   | Stadsdienst Darmstadt                               | |            |
| NAdolny reisen      | ??        | ????-???? | Rotenburg (Wümme)                                   | in opdracht van Weser-Ems Bus |            |
| Omnibus Groß GmbH   | 5         | ????-???? | Stadsdienst Rottenburg am Neckar                    | |            |
| SSB                 | 10        | 7701-7710 | Stadsdienst Stuttgart                               | |            |
| Luxemburg           |           |           |                                                     | |            |
| Voyages Sales Lentz | 1         | SL3481    | Stadsdienst Luxemburg                               | |            |
| Nederland           |           |           |                                                     | |            |
| Arriva              | 1         | ????      | Groningen                                           | Tijdelijk proefbus (demobus) op 16 oktober 2006 |            |
| Connexxion          | 1         | 1104      | Amstelland-Meerlanden (Lijn 310 van R-net)          | Tijdelijk proefbus (demobus) Op 30 augustus 2016 overgedragen aan Syntus als 4160. |            |
| Connexxion          | 33        | 9340-9372 | Amstelland-Meerlanden (Lijnen 300 en 397 van R-net) | 9344, 9346-9348, 9350, 9357 en 9359 zijn naar Hermes gegaan. 9341, 9345, 9349, 9351-9353, 9355, 9356, 9360 en 9361 zijn naar Qbuzz (U-OV) gegaan als 4221-4230. 9340, 9354, 9358 en 9362-9372 zijn geëxporteerd. De rest is retour gegaan naar Evobus. |            |
| EBS                 | 8         | 2601-2608 | IJssel-Vecht (Lijnen 7, 9 en 70)                    | Overgenomen van Keolis. Reden daarvoor bij Syntus Overijssel als 4201-4208. |            |
| Hermes              | 1         | 9344      | Veluwe-Zuid                                         | Ex-Connexxion |            |
| Hermes              | 3         | 9346-9348 | Veluwe-Zuid                                         | Ex-Connexxion |            |
| Hermes              | 1         | 9350      | Veluwe-Zuid                                         | Ex-Connexxion |            |
| Hermes              | 1         | 9357      | Veluwe-Zuid                                         | Ex-Connexxion |            |
| Hermes              | 1         | 9359      | Veluwe-Zuid                                         | Ex-Connexxion |            |
| Keolis Nederland    | 8         | 2601-2608 | Zwolle (Lijnen 7 en 9)                              | Ex-Syntus Overijssel 4201-4208. Naar EBS. |            |
| Qbuzz               | 9         | 3400-3408 | Groningen (Lijn 15 van Q-link)                      | |            |
| Qbuzz               | 4         | 3409-3412 | Groningen (Lijn 6 van Q-link)                       | Werden voor december 2019 ingezet op de lijnen 3 en 4 van Q-link. |            |
| Qbuzz               | 10        | 4221-4230 | Utrecht (Lijn 28 van U-link)                        | Ex Connexxion 9341, 9345, 9349, 9351-9353, 9355, 9356, 9360, 9361. |            |
| Syntus Overijssel   | 1         | 4160      | Zwolle (Lijnen 7 en 9)                              | Tijdelijke proefbus (demobus) Ex Connexxion 1104. Geëxporteerd. |            |
| Syntus Overijssel   | 8         | 4201-4208 | Zwolle (Lijnen 7 en 9)                              | Naar Keolis Nederland als 2601-2608 |            |
| Polen               |           |           |                                                     | |            |
| MZA Sp. z o.o       | 1         | ????      | Warschau                                            | Tijdelijke proefbus (Demobus) |            |
| Slowakije           |           |           |                                                     | |            |
| DPB                 | 41        | ????-???? | Stadsdienst Bratislava                              | |            |
| Turkije             |           |           |                                                     | |            |
| IETT                | 250       | ????-???? | Istanbul                                            | De bussen die geleverd zijn dragen naast de wagenparknummers, ook de nummers van het jaar dat ze gebouwd/geleverd zijn. |            |